# Leptoseris mycetoseroides
Leptoseris mycetoseroides is een rifkoralensoort uit de familie van de Agariciidae. De wetenschappelijke naam van de soort is voor het eerst geldig gepubliceerd in 1954 door Wells.